# سرودخوان مورچه‌خوار دورنگ

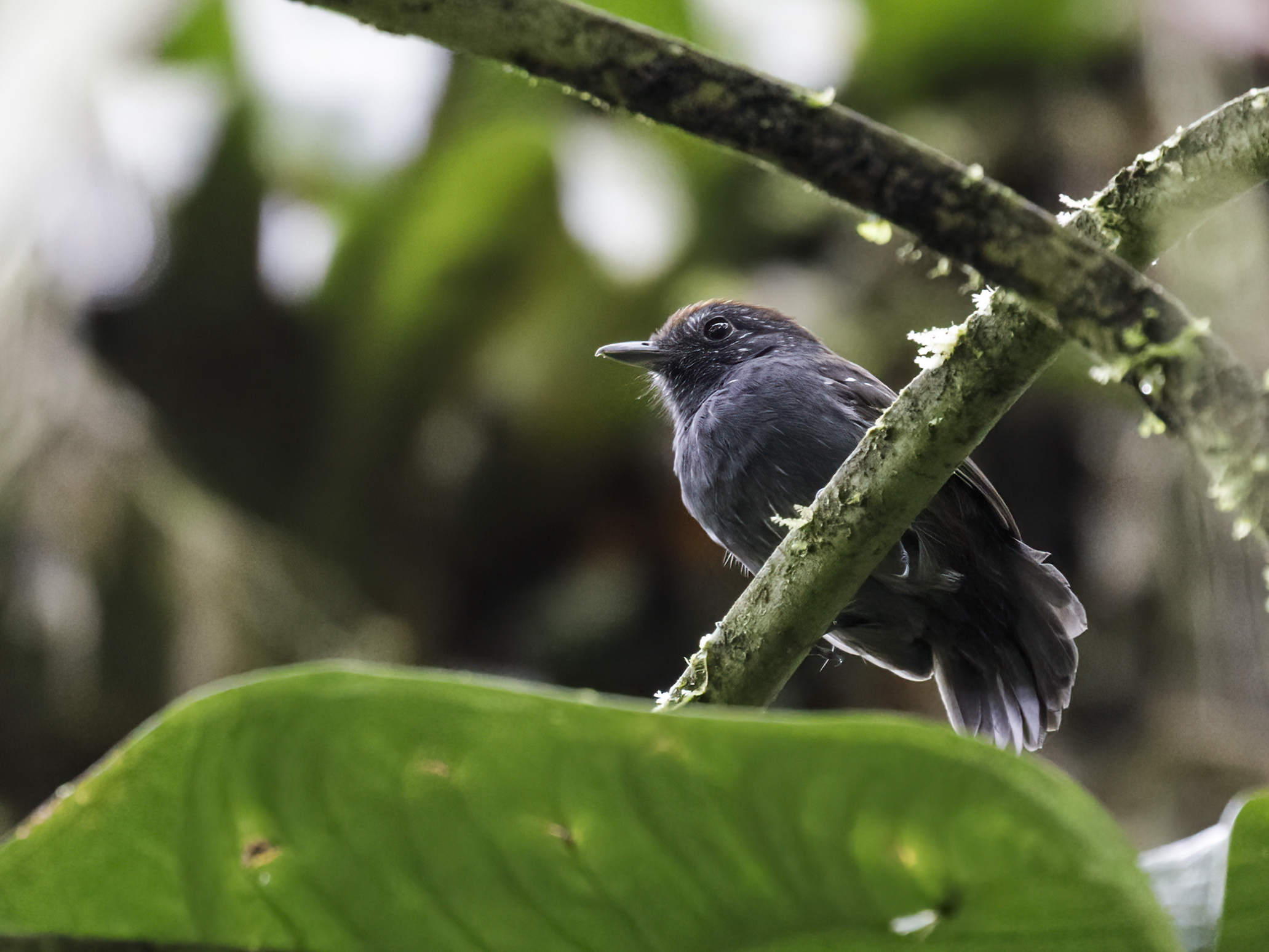
تصویری از سرودخوان مورچه‌خوار دورنگ

سرودخوان مورچه‌خوار دورنگ (نام علمی: Dysithamnus occidentalis) نام یک گونه از سرده سرودخوان‌های مورچه‌خوار است.